# Кості (місто)
Кості (араб. كوستي) — місто в Судані, найбільше за чисельністю населення місто штату Білий Ніл. Центр цукрової промисловості Судану.

## Демографія
| 1973   | 1983   | 1993    | 2012    |
| ------ | ------ | ------- | ------- |
| 65 404 | 91 946 | 173 599 | 487 982 |

## Транспорт
В місті функціонує аеропорт.